# Vapnö mosse
Vapnö mosse este o arie protejată (arie specială de conservare — SAC, sit de importanță comunitară — SCI) din Suedia întinsă pe o suprafață de 224,6 ha, integral pe uscat.

## Localizare
Centrul sitului Vapnö mosse este situat la coordonatele 56°46′35″N 12°54′54″E / 56.7763°N 12.915°E.

## Înființare
Situl Vapnö mosse a fost declarat sit de importanță comunitară în mai 2001 pentru a proteja un număr necunoscut de specii din flora spontană și fauna sălbatică aflate în arealul zonei. Situl a fost protejat și ca arie specială de conservare în martie 2011.

## Biodiversitate
Situată în ecoregiunea continentală, aria protejată conține 6 habitate naturale: Formațiuni de Juniperus communis pe lande sau pajiști calcaroase, Mlaștini împădurite, Mlaștini oligotrofe degradate, capabile încă de regenerare naturală, Lacuri și iazuri distrofice naturale, Păduri acidofile de stejar bătrân cu Quercus robur pe câmpii nisipoase, Mlaștini turboase de tranziție și turbării mișcătoare.
La baza desemnării sitului se află un număr nedeclarat de specii protejate.